# Wilhelm Heine (Marineoffizier)
Wilhelm Heine (* 30. April 1870 in Halberstadt; † 6. November 1918 in Kiel) war ein deutscher Kapitän zur See der Kaiserlichen Marine und als Stadtkommandant Kiels Opfer des Kieler Matrosenaufstands.

## Leben
Wilhelm Heine trat im April 1889 in die Kaiserliche Marine ein. Am 17. Mai 1892 wurde er Unterleutnant zur See. Die I. Klasse der Königlich Spanischen Ordens für Verdienste zur See erhielt er am 14. November 1892. 1894 diente er auf der Gneisenau. Zum Leutnant zur See wurde er am 8. April 1895 befördert und erhielt Mitte des gleichen Monats seine Kommandierung auf die Kaiser. Von hier wurde er im Herbst 1896 zur Verfügung der I. Marineinspektion gesetzt.
Als Oberleutnant zur See war er vom 4. April 1899 bis 30. September 1899 und nach erneutem Indienststellungszeitraum vom 3. April 1899 bis 29. September 1900 Kommandant der Rhein.
Am 8. Februar 1913 wurde er Kapitän zur See. Später war er von April 1913 bis Juni 1917 Kommandant der Hannover. Mit der Hannover nahm er an der Skagerrakschlacht teil. Anschließend war er bis März 1918 Kommandeur I. Matrosen-Division. Er wurde Kommandant von Kiel und während des Kieler Matrosenaufstands in dieser Funktion.
Als am 3. November 1918 auf seinen Befehl hin das Seebataillon verhaftete Besatzungsmitglieder der Markgraf nicht ins Gefängnis überführen wollte, letztendlich dies aber nach Zusprache dann doch durchführte, verschwieg Heine diese erneute Befehlsverweigerung, sodass die eigentliche Lage damit verschleiert wurde. Am Nachmittag desselben Tages löste Heine Stadtalarm aus und zum Abend hin wurde ihm die Leitung der Maßnahmen übertragen. Die verfügbaren Mittel zur Gegenwehr waren aber nicht ausreichend und am nächsten Tag kam es zu ersten Verhandlungen.

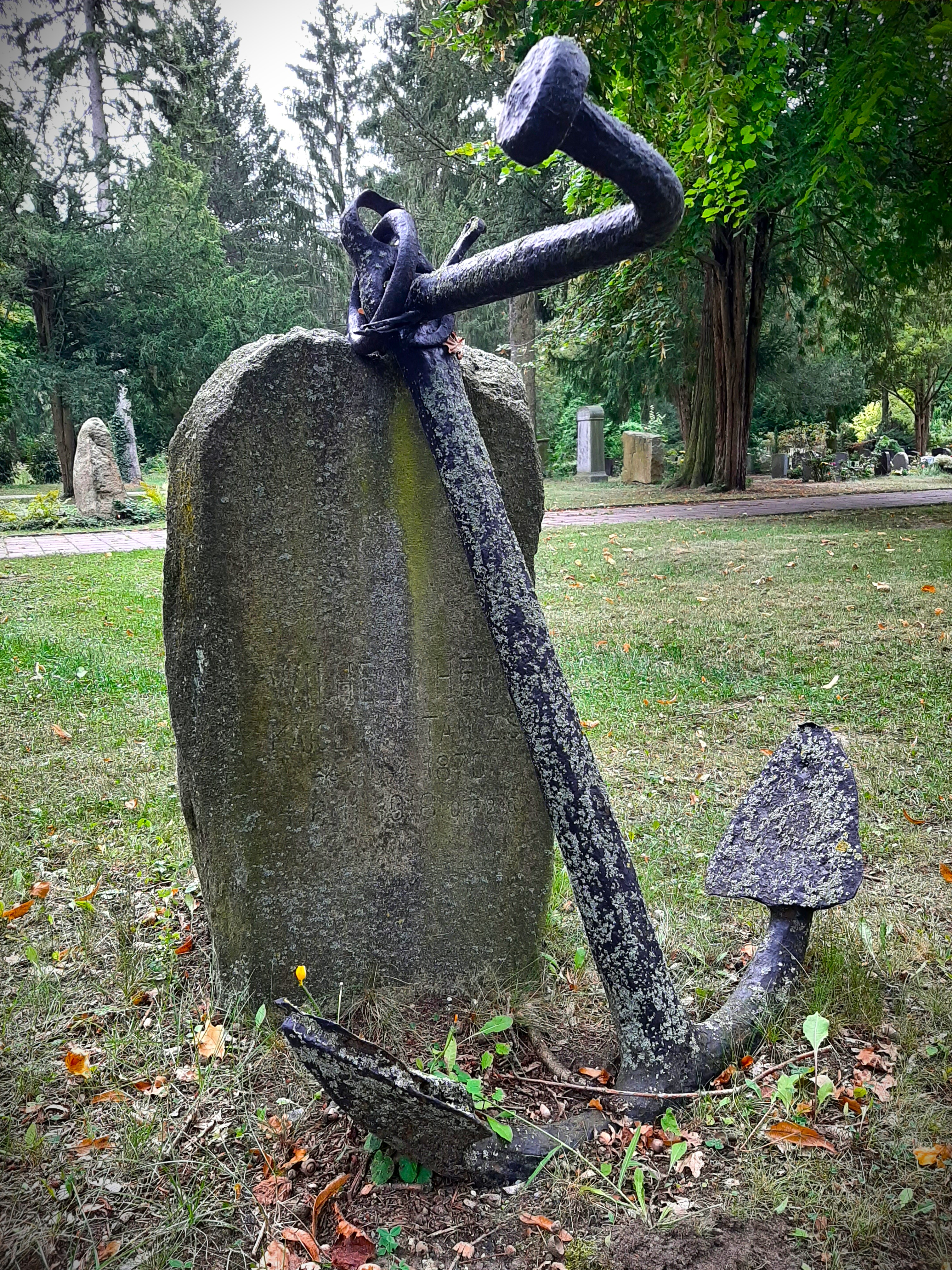
Grab Wilhelm Heine, Kapitän zur See, auf dem Halberstädter Stadtfriedhof

In den späten Abendstunden des 5. November 1918 wurde er in seiner Wohnung von einer Patrouille erschossen, als er sich der beabsichtigten Festnahme widersetzte. In der Abendausgabe der Kieler Zeitung vom Donnerstag, dem 5. März 1920 wurde berichtet, dass das Ministerium des Inneren auf Anfrage mitgeteilt habe, dass die Untersuchung noch bei dem Kommandanturgericht in Kiel schweben würde. Bisher sei festgestellt worden, dass in der Nacht vom 5. zum 6. November 1918 im Auftrag des Soldatenrats eine ca. 8 Mann starke Patrouille zur Wohnung Heines in der Feldstraße 122 gegangen sei, um ihn zu verhaften. Dies war erfolgt, da es das Gerücht gab, Heine wolle in dieser Nacht aus Kiel fliehen. Nachdem angeklopft worden war, wurde die Tür nach einiger Zeit geöffnet und eine männliche Person war zu erkennen. In der Annahme der Kommandant stände mit einem geladenen Revolver hinter der Tür, schob einer der Erschienenen sein Gewehr in die Türspalte und schoss, während die Tür wieder zugeworfen wurde. Heine wurde tödlich getroffen. Die Schilderung in der Zeitung entspräche der Aussage der Tochter des Getöteten, hieß es.
Im Verlauf des 6. November 1918 ernannte Admiral Wilhelm Souchon Kapitän zur See Waldemar Krah zum neuen Stadtkommandanten.
Heine wurde am 9. November 1918 in Kiel eingeäschert und die Asche in seine Geburtsstadt nach Halberstadt überführt. Ein großer Grabstein auf dem Halberstädter Stadtfriedhof erinnert an ihn. Aufgrund des großen schwarzen Metallankers, der an dem Grabstein lehnt, ist diese Stätte leicht zu erkennen.